# Пюукёнен, Тууликки
Тууликки Пюукёнен (фин. Tuulikki Pyykkönen; род. 25 ноября 1963, Пуоланка, Оулу) — финская лыжница, участница четырёх Олимпийских игр и шести чемпионатов мира, призёрка чемпионата мира 1997 года.

## Карьера
В Кубке мира Пюукёнен дебютировала в 1988 году, в декабре 1989 года единственный раз в карьере попала в тройку лучших в индивидуальной гонке на этапе Кубка мира. Кроме этого в индивидуальных гонках имеет на своём счету 14 попаданий в десятку лучших на этапах Кубка мира. Лучшим достижением Пюукёнен в общем итоговом зачёте Кубка мира является 10-е место в сезоне 1989/90.
На Олимпиаде-1988 в Калгари стартовала в двух гонках, 5 км классикой — 12-е место, 10 км классикой — 29-е место.
На Олимпиаде-1992 в Альбервиле была 29-й в гонке на 5 км классикой и 33-й в гонке преследования.
На Олимпиаде-1994 в Лиллехаммере стала 18-й в гонке на 5 км классикой, в гонке преследования была заявлена, но не стартовала.
На Олимпиаде-1998 в Нагано заняла 17-е место в гонке на 5 км классикой, 12-е место в гонке на 15 км классикой, 7-е место в эстафете, так же была заявлена на гонку преследования, но не вышла на старт.
За свою карьеру принимала участие в шести чемпионатах мира, на чемпионате мира — 1997 в Тронхейме завоевала бронзовую медаль в эстафете. Лучший результат в личных гонках на чемпионатах мира, 6-е место в гонке на 15 км классическим стилем на чемпионате мира 1989 года в Лахти.